# Lenguas coreánicas
Las lenguas coreánicas son un grupo de lenguas que incluye al idioma coreano junto con otros idiomas relacionados con él más que con cualquier otra propuesta que los vincule con las lenguas mongólicas, las lenguas túrquicas, las lenguas tunguses o las lenguas japónicas. Entre las lenguas existentes, algunos lingüistas consideran al coreano como una lengua aislada, mientras que otros lo incluyen como parte de la controversial familia altaica, aunque el habla de la Isla de Jeju se considera lo suficiente distinta como para ser considerada como lengua en sí misma por algunas autoridades.

## Antiguas lenguas coreánicas
Algunas de las antiguas lenguas de la península de Corea -Silla, Buyeo, Goguryeo, Dongye, Okjeo, Baekje, Gojoseon y Ye-Maek— pueden haber sido ancestros, relacionados, o parte del coreano antiguo. Se suelen postular dos ramas: Fuyu (buyeo) y Han.
- Buyeo (Fuyu, Koguryoic) [extinto]: Buyeo, Goguryeo, Buyeo-Baekje. A veces también se incluyen las japónicas.
- Han: Han-Baekje, Silla, idioma gaya → coreano, jeju

## Lenguas coreánicas modernas
El coreano moderno es considerado tradicionalmente como una única lengua. Sin embargo, el jeju (Cheju) es en ocasiones clasificado como una lengua distinta, por ejemplo en el atlas de la UNESCO de lenguas en peligro. Si esto es aceptado, habría dos lenguas coreánicas modernas, el jeju y el propio coreano.

### Comparación léxica
Los numerales en diferentes lenguas coreánicas son:
| GLOSA | Numerales siníticos | Numerales siníticos | Numerales nativos | Numerales nativos | Numerales nativos                        | Numerales nativos | Numerales nativos |
| GLOSA | Sino- coreano       | Chino clásico       | Coreano medio     | Coreano moderno   | Jejueo                                   | Paekche           | PROTO- COREÁNICO  |
| ----- | ------------------- | ------------------- | ----------------- | ----------------- | ---------------------------------------- | ----------------- | ----------------- |
| '1'   | [il] il             | *i̯it                | honáh             | hana [hana]       | hana [hʌna]                              | 伽第邑 *gadəp     | *hətan            |
| '2'   | [i] i               | *ńii̯                | twǔlh             | dul [tul]         | dul / dui [tul] / [tui]                  | 矣毛邑 *iterəp    | *tupɨr            |
| '3'   | [sam] sam           | *sam                | sěyh              | set [set̚]         | sit / swit / seoi [ʃit̚] / [ʃwit̚] / [səi] | 新台邑 *saidəp    | *seki / *se-      |
| '4'   | [sa] sa             | *sî                 | nə̌yh              | net [net̚]         | nwit / neoi [nwit̚] /[nəi]                |                   | *neki             |
| '5'   | [o] o               | *ŋwo                | tasós             | daseot [tasət̚]    | dasuht [tasʌt̚]                           | 刀士邑 *tasəp     | *tasə-            |
| '6'   | [juk̚] yuk           | *li̯uk               | yəsɨ́s             | yeoseot [jəsət̚]   | yuhsuht [jʌsʌt̚]                          |                   | *jəsəs            |
| '7'   | [tɕʰil] chil        | *tsʰit              | nilkwúp           | ilɡop [ilɡop̚]     | ilɡop [ilɡop̚]                            | 日古邑 *nirkop    | *nilkup           |
| '8'   | [pʰal] pal          | *pat                | yetúlp            | yeodeol [jədəl]   | yuhduhp [jʌdʌp̚]                          | 今毛邑 *jeterəp   | *jətərp           |
| '9'   | [ku] ɡu             | *ki̯u                | ahóp              | ahop [ahop̚]       | aop [aop̚]                                |                   | *ahóp             |
| '10'  | [sip̚] sip           | *ʂip                | yə́lh              | yeol [jəl]        | yeol [jəl]                               |                   | *jer              |